# Shine: The Hits
Shine: The Hits é a primeira compilação da banda Newsboys, lançada a 24 de Outubro de 2000.
O disco contém todos os êxitos da banda, mais três novas faixas: "Joy", "Who?" e "Praises" e ainda a faixa de oito minutos "Mega-Mix" que é uma mistura de oito faixas ("Shine", "WooHoo", "Take Me to Your Leader", "Breakfast", "Reality", "Entertaining Angels", "Step Up to the Microphone" e "I'm Not Ashamed").
| Críticas profissionais                                                      | Críticas profissionais |
| Avaliações da crítica                                                       | Avaliações da crítica  |
| Fonte                                                                       | Avaliação              |
| --------------------------------------------------------------------------- | ---------------------- |
| Jesus Freak Hideout                                                         | [ 3 ]                  |
| allmusic                                                                    | [ 4 ]                  |
| Esta tabela precisa de ser acompanhada por texto em prosa. Consulte o guia. |                        |

## Faixas
1. "Shine" (Tom Lord-Alge Mix) - 3:45
2. "I'm Not Ashamed" - 4:40
3. "Breakfast" - 3:39
4. "Reality" - 3:29
5. "Take Me to Your Leader" - 2:59
6. "Joy" - 4:11 (Faixa nova)
7. "Entertaining Angels" - 4:20
8. "Praises" - 4:00 (Faixa nova)
9. "Spirit Thing" - 3:27
10. "WooHoo" - 3:24
11. "Step Up to the Microphone" - 3:57
12. "God Is Not a Secret" - 3:03 (com TobyMac)
13. "Where You Belong/Turn Your Eyes Upon Jesus" - 5:33
14. "Who?" - 3:33 (Faixa nova)
15. "Believe" - 4:35
16. "I Got Your Number" - 4:44
17. "Mega-Mix" - 8:02

## Tabelas
Álbum
| Tabela (2000)              | Posição |
| -------------------------- | ------- |
| Billboard 200              | 122     |
| Top Contemporary Christian | 5       |